# Sarah Baines
Sarah Baines (30 de noviembre de 1866 - 20 de febrero de 1951) fue una feminista, sufragista y reformista social británico-australiana. Fue la primera sufragista en ser juzgada por un jurado, y una de las primeras personas en huelga de hambre. Se la conocía como Jennie Baines en el movimiento sufragista.

## Biografía
Sarah Jane Baines nació en Birmingham, Inglaterra, en 1866, de Sarah Ann (nacida Hunt) y James Edward Hunt, un fabricante de armas.
Comenzó a trabajar en la fábrica de artillería de Joseph Chamberlain a los once años. A los catorce años, Sarah se unió a sus padres para trabajar con el Ejército de Salvación. Al alcanzar el rango de «teniente», a los veinte años, fue enviada a trabajar como evangelista en una misión independiente para hombres trabajadores en Bolton. En este cargo, también fue llamada a actuar como misionera de la corte de policía cuidando a las mujeres que habían sido arrestadas.

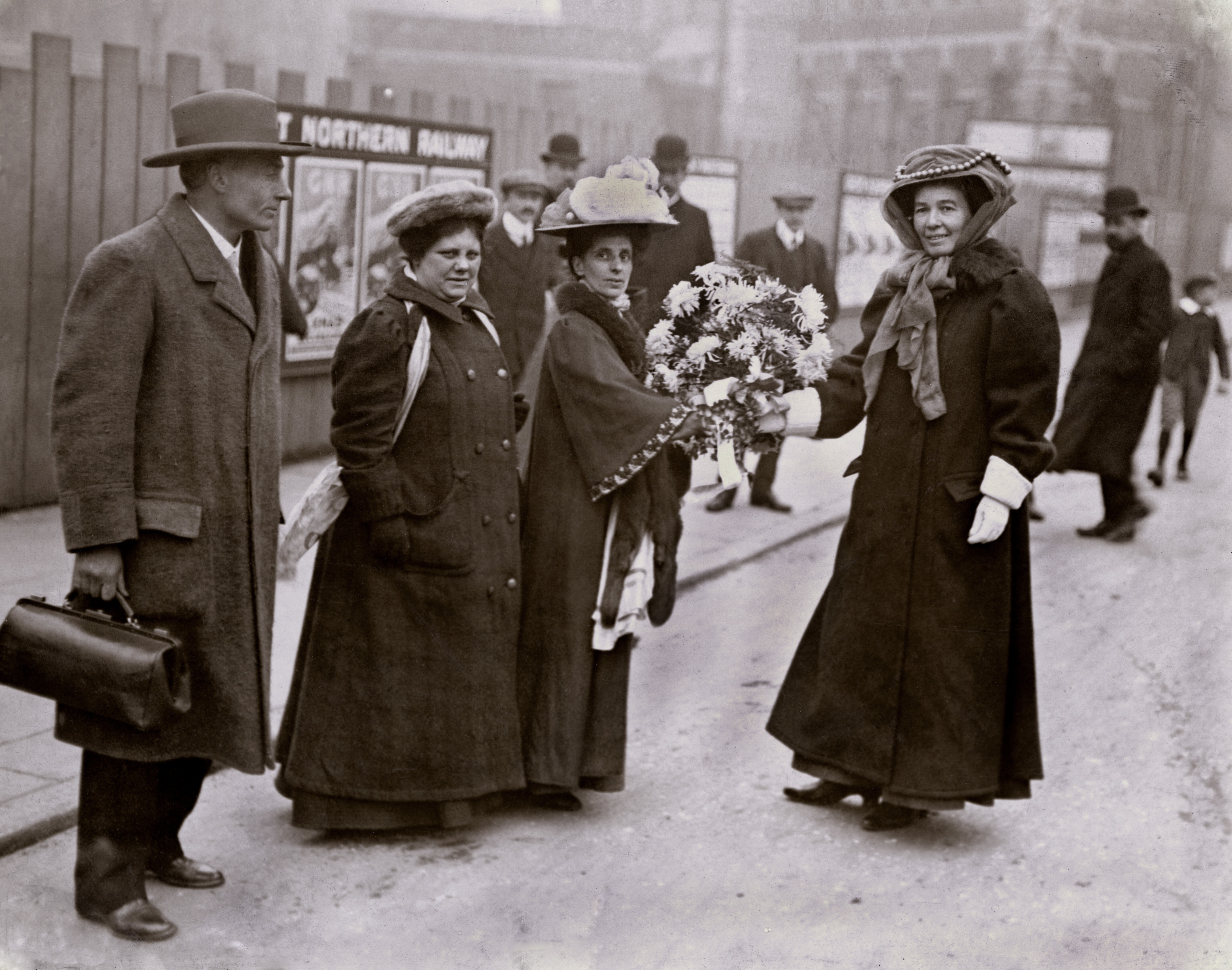
Emmeline Pethick-Lawrence recibe un ramo de flores de Sarah Baines, Flora Drummond y Frederick Pethick-Lawrence observando.

El 26 de septiembre de 1888 se casó en Bolton con George Baines, un zapatero, y la pareja tuvo cinco hijos entre 1888 y 1899, tres de los cuales sobrevivieron a la infancia.
Entre la maternidad y el trabajo como maquinista de costura, había poco tiempo para las actividades públicas. Sin embargo, el compromiso de Baines nunca flaqueó, su hijo menor sobreviviente tenía seis años cuando fue encarcelada por tercera vez. Annie Kenney la llamó «una de las mujeres más bondadosas que uno pueda conocer, una revolucionaria nata». Baines también se unió al Partido Laborista Independiente, al comité de alimentación de los niños de la escuela y al comité de desempleados.

## Campaña por el sufragio de la mujer
En octubre de 1905, Baines leyó acerca del arresto de las sufragistas Annie Kenney y Christabel Pankhurst por agresión y esto la motivó a unirse a la Unión Social y Política de las Mujeres.  Inicialmente como una base voluntaria pero en febrero de 1908, Baines fue nombrada organizador remunerado con un salario de £2 por semana, organizó mítines al aire libre, interrumpió reuniones y estableció nuevas sucursales de la WSPU en el Norte de Inglaterra y las Tierras Medias.
Más tarde ese mismo año, en noviembre de 1908, Baines iba a ser juzgada por reunión ilegal en el Coliseum de Leeds, el primer miembro de la WSPU en ser juzgado por un jurado. Negándose a ser atada, fue condenada a seis semanas de prisión en Armley Goal, en Leeds, porque dijo que «no reconocía las leyes de este Tribunal administrado por hombres».
Una de las primeras en abogar por métodos militantes, Baines fue encarcelada unas quince veces por su participación en las protestas. En julio de 1909 con otras doce personas, incluyendo a Mary Leigh, Lucy Burns, Alice Paul, Emily Davison y Mabel Capper, y otra en su silla de ruedas — quizás May Billinghurst—, fue encarcelada por obstrucción al tratar de detener la reunión sobre el presupuesto público de David Lloyd George en Limehouse. La protesta fue presenciada por Annie Barnes, que se inscribió en la Workers' Socialist Federation de Londres, influenciada por Sylvia Pankhurst. En el camino a la prisión de Holloway (Londres) las mujeres arrestadas habían gritado y cantado protestas y exigido ser tratadas en «primera división» con sus propias ropas como «prisionero político|prisioneras políticas» en lugar de criminales, esto no fue concedido y las mujeres rompieron 150 paneles de vidrio en la prisión y se negaron a dar sus nombres, los oficiales de la prisión tuvieron que usar la «fuerza necesaria» para que las mujeres se pusieran la ropa de la prisión. En Liverpool, en 1910, Baines estaba dando discursos con Ada Flatman y Patricia Woodlock, cuando fue interrumpida por Lady Constance Bulwer-Lytton disfrazada de 'Jane Wharton' una costurera que pedía 'a los hombres y mujeres de Liverpool que fueran los primeros en borrar la mancha de la —alimentación forzada— y una multitud las siguió hasta la casa del gobernador de la prisión John Dillon, perseguidas por la policía.
En julio de 1912, Baines formó parte de un intento, bajo el nombre de «Lizzie Baker» junto con Gladys Evans y Mary Leigh y Mabel Capper, de incendiar el Theatre Royal de Dublín la noche anterior a una visita programada del entonces Primer ministro del Reino Unido, Herbert Henry Asquith, para hablar sobre la autonomía. Por esto Baines fue condenada a siete meses de trabajos forzados, y a la prisión Central Bridewell, en Dublín. Uniéndose a sus compañeras sufragistas en huelga de hambre, fue liberada después de cinco días.

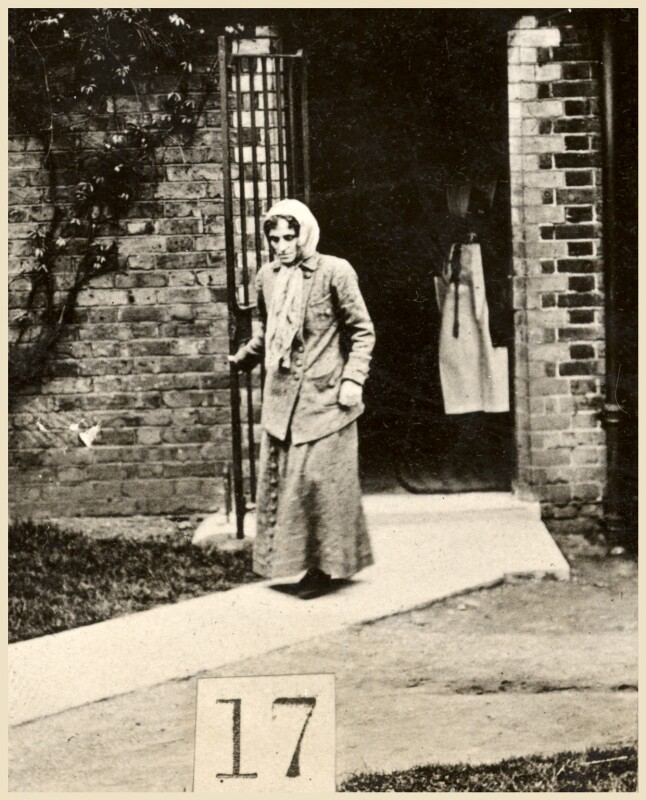
Sarah Baines, prisionera.

Al año siguiente, el 8 de julio de 1913, con su marido George y su hijo Wilfred, Baines fue acusada de intentar bombardear vagones de ferrocarril de primera clase en una vía de servicio de Lancashire-Yorkshire, y de dejar material de sufragio, cerca de donde vivían en Mánchester. Una bomba, un revólver cargado, máscaras y herramientas cortantes y dos catapultas fueron encontradas en sus instalaciones. Como resultado, su marido y su hijo fueron acusados de daños maliciosos y no fueron encarcelados, pero Baines fue arrestada de nuevo bajo el "Cat and Mouse Act" y encarcelada en la prisión de Holloway. Se puso de nuevo en huelga de hambre, rechazando comida y agua, y fue liberada en una «condición muy seria».
Baines sufría de Corea de Sydenham (baile de San Vito) que le causaba espasmos provocados por el estrés emocional, haciendo casi imposible alimentarla a la fuerza. Baines había recibido una Hunger Strike Medal «por Valor».
En mayo de 1913, otro arresto por obstrucción durante una reunión en Hyde Park y una sentencia de un mes llevaron a los líderes de la WSPU a determinar que su salud no podía soportar otro período en prisión, por lo que Baines y su familia fueron introducidos de contrabando en Gales como la «familia Evans» y zarparon a bordo del Ballarat, con destino a Australia, antes de que su juicio —como familia— se celebrara en noviembre de 1913. El juicio siguió adelante y absolvió a George y Wilfred Baines. La WSPU vio esta migración como una recompensa por todo lo que Baines había hecho, ya que Australia había logrado el voto federal femenino en 1902.

## Vida posterior en Australia
Tras ser sacada de contrabando de Inglaterra, Baines llegó a Melbourne (Australia) en diciembre de 1913. Tenía cuarenta y siete años. Adele Pankhurst llegaría más tarde en 1914.
Al establecerse en el suburbio de Fitzroy en Melbourne, la familia Baines se unió al Partido Socialista de Victoria y al Partido Laborista Australiano, mientras que Sarah se ocupó de trabajar con la Asociación Política de Mujeres ya en enero de 1914, y cofundó la Armada Pacifista de Mujeres. Con Adele Pankhurst, Baines hizo campaña contra el reclutamiento para la Primera Guerra Mundial en 1916-1917 y contra el aumento del costo de la vida, como una forma de lucro. Ambas fueron sentenciadas a nueve meses de prisión pero ambas fueron liberadas en apelación por un tecnicismo legal.
Baines fue encarcelada de nuevo en marzo de 1919 por ondear la bandera roja prohibida en Yarra Bank, y se convirtió en la primera presa de Australia en someterse a una huelga de hambre. Una reunión especial del Gabinete Federal se realizó, y su liberación después de cuatro días de huelga de hambre, se aseguró por consejo del fiscal general.
En 1920, Baines ayudó a establecer el Partido Comunista en Victoria. Cinco años más tarde, sería expulsada y esto la llevó a reincorporarse al Partido Laborista.
En 1926, la familia se trasladó a Port Melbourne y Baines fue nombrada magistrado especial del Tribunal de Menores de allí desde 1928[3] a 1948. to 1948.

## Fallecimiento y legado
Aunque sus actividades posteriores a la Segunda Guerra Mundial  se vieron limitadas por su falta de visión, Sarah Baines continuó su «ardiente elocuencia» hasta su muerte por cáncer, renunciando a hablar en público únicamente unos meses antes de morir el 20 de febrero de 1951 en Port Melbourne.
Sobrevivida por su marido y sus tres hijos, el legado de Baines podría quizás resumirse en sus propias palabras:

"Luchar por lo que es mejor y más noble en este mundo es vivir en el sentido más elevado, pero someterse y tolerar los males que existen, es simplemente vegetar en las alcantarillas de la iniquidad".
Sarah Baines citada en The Socialist, 11 de abril de 1919.